# Дзанетти, Паоло
Па́оло Дзане́тти (итал. Paolo Zanetti; род. 16 декабря 1982, Вальданьо, Венеция) — итальянский футболист, полузащитник, футбольный тренер.

## Карьера
Дзанетти начал свою карьеру в маленьком клубе «Понто дей Нори», однако вскоре начал играть за молодёжную команду «Виченцы», в которой провёл 3 сезона. Затем в июле 2003 года Дзанетти перешёл в «Эмполи», правда, в середине первого сезона полузащитник получил травму. Но уже в следующем сезоне Дзанетти стал одним из лучших игроков команды, помогая клубу выйти в Серию A. Но в высшей итальянской лиге Дзанетти провёл лишь 9 матчей — вновь помешали травмы.
В 2006 году перешёл в «Асколи», с которым вылетел в Серию B. В 2007 году за 1 млн евро (это часть прав на игрока) перешёл в клуб «Торино», подписав 4-летний контракт. По окончании сезона «Торино» выкупил оставшуюся часть прав на футболиста у «Асколи» за 500 тыс. евро.
После первого сезона в Серии B в январе 2010 перешёл на правах аренды в «Аталанту», которая выступала в Серии A, с правом выкупа. Сыграл за бергамасков всего 2 игры и вернулся в «Торино». В сезоне 2010/11 провёл 15 матчей за туринцев. 9 августа 2011 года разрывает контракт с «Торино» и переходит в «Гроссето».
В январе 2012 года подписал контракт с «Сорренто».

## Статистика
| Сезон     | Клуб    | Лига    | Чемпионат | Чемпионат | Кубок | Кубок | Еврокубки | Еврокубки |
| Сезон     | Клуб    | Лига    | Игры      | Голы      | Игры  | Голы  | Игры      | Голы      |
| --------- | ------- | ------- | --------- | --------- | ----- | ----- | --------- | --------- |
| 2000—2001 | Виченца | Серия В | 2         | 0         | ?     | ?     | 0         | 0         |
| 2001—2002 | Виченца | Серия А | 17        | 0         | ?     | ?     | 0         | 0         |
| 2002—2003 | Виченца | Серия А | 26        | 1         | ?     | ?     | 0         | 0         |
| 2003—2004 | Эмполи  | Серия А | 13        | 0         | ?     | ?     | 0         | 0         |
| 2004—2005 | Эмполи  | Серия В | 30        | 0         | ?     | ?     | 0         | 0         |
| 2005—2006 | Эмполи  | Серия А | 9         | 0         | ?     | ?     | 0         | 0         |
| 2006—2007 | Асколи  | Серия А | 29        | 1         | ?     | ?     | 0         | 0         |
| 2007—2008 | Торино  | Серия А | 24        | 0         | ?     | ?     | 0         | 0         |
| 2008—2009 | Торино  | Серия А | 18        | 1         | ?     | ?     | 0         | 0         |